# 新世界大廈

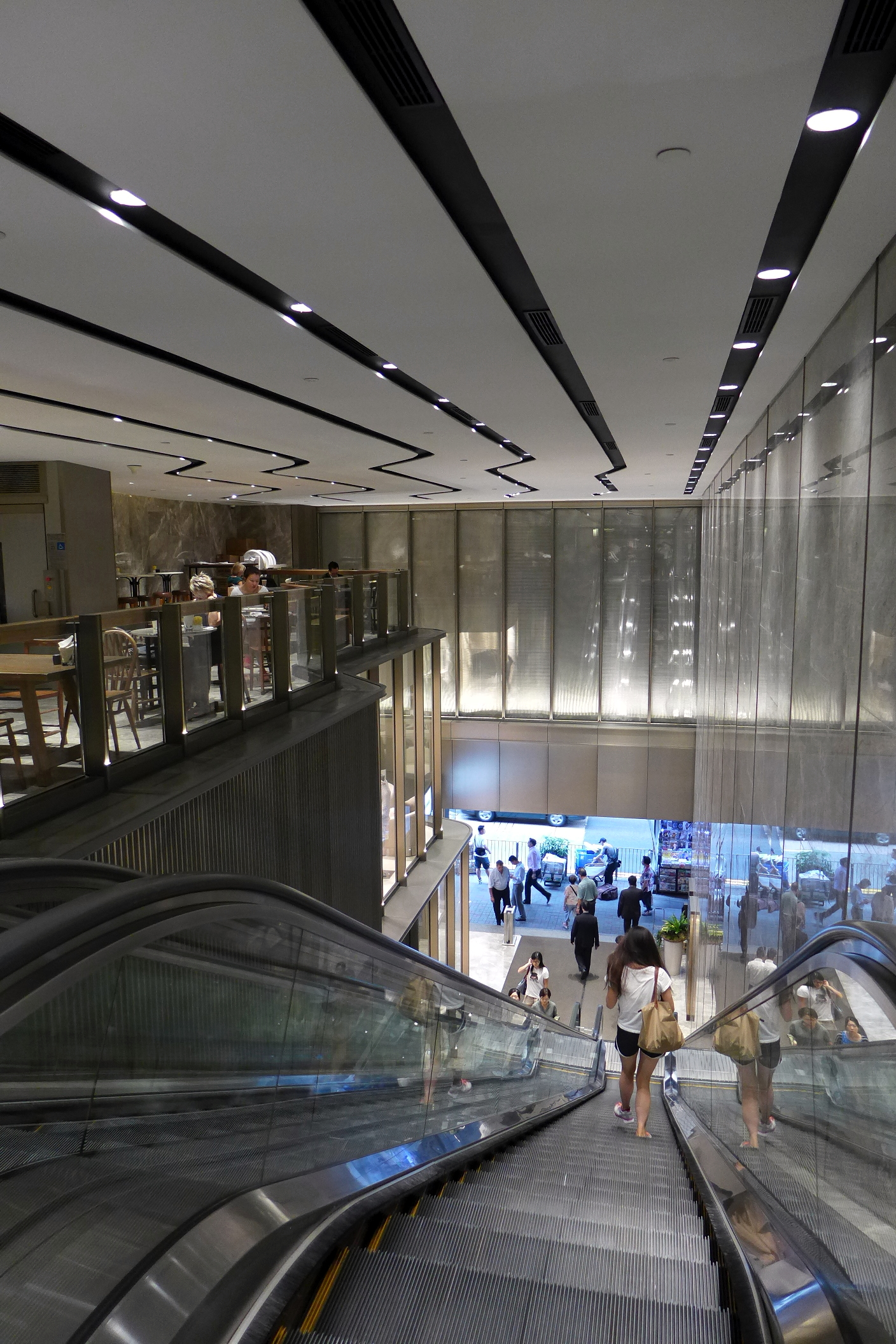
新世界大廈於皇后大道中入口

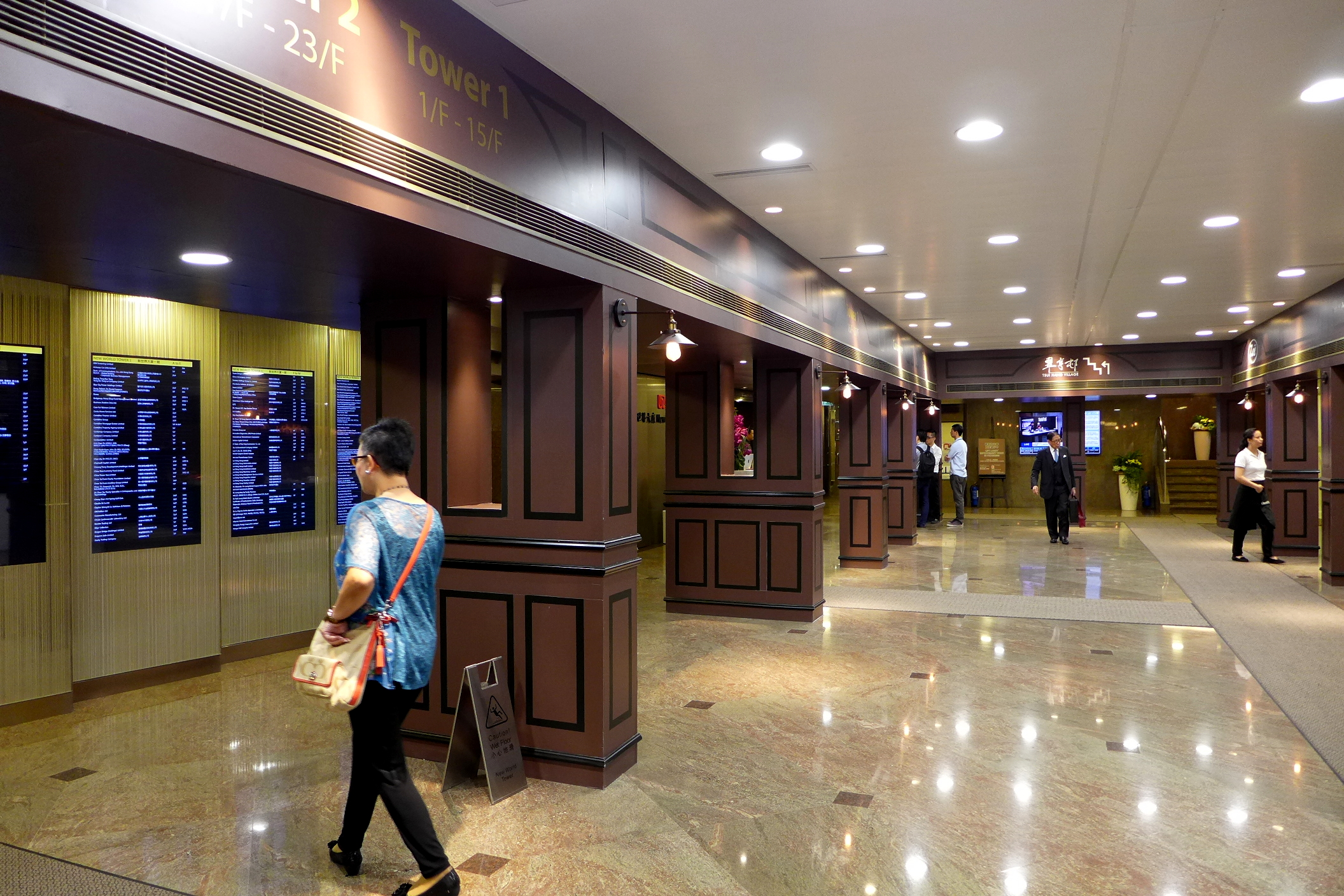
新世界大廈大堂

新世界大廈（英語：New World Tower）是座落在香港島中環市中心區一幢甲級商業辦公室大廈，位於中西區皇后大道中16至18號，北面有畢打街置地廣場、怡安華人行，西面有雲咸街娛樂行、安蘭街、泄蘭街，南面有雪廠街香港電燈變電站，東面有都爹利街及上海商業銀行大廈。
新世界大廈由兩座組成，第1座有41層18部升降機，在1977年建成，而第2座有23層4部升降機，在1991年落成，並為新世界發展和附屬公司總部。新世界大廈基座設有停車場，商舖及中式酒樓翠亨邨等。
新世界大廈原址為粵華公司，亦即八路軍香港辦事處所在地。

## 樓層分佈
- 38樓：周大福珠寶集團
- 33樓：周大福集團
- 30樓：新世界發展
- 11樓：同成有限公司（1106-07室）

## 翻新工程
新世界發展看準舖位渴市情况，加上有意提升集團總部，因此在2012年5月時將大廈地下原有的一條樓梯和一個小型舖位拆去，騰空出約2,000方呎樓面，欲打造成巨舖再出租。由於樓底甚高，業內料該舖有力打造逾5,000多方呎的複式巨舖舖位，呎租保守估計將超過300元，比舊舖租值大增數以倍計。翻新工程於2015年完成。

## 交通
港鐵
- █  荃灣綫、 █  港島綫：中環站D1及G（置地廣場出入口）

巴士
- 畢打街近交通銀行會德豐大廈

香港電車
- 德輔道中近環球大廈

## 其他近似名字的建築物
- 香港新世界大厦（現名：K11）：在中國上海盧灣區[2]
- 新世界大廈 (深圳)：在中國深圳东门中路[3]
- 新世界国贸大厦：在中國武汉建设大道[4]